# Kenya i olympiska sommarspelen 1972
Kenya deltog med 57 deltagare vid de olympiska sommarspelen 1972 i München. Totalt vann de två guldmedaljer, tre silvermedaljer och fyra bronsmedaljer.

## Medaljer

### Guld
- Kipchoge Keino - Friidrott, 3 000 meter hinder.
- Julius Sang, Charles Asati, Robert Ouko och Hezahiah Nyamau - Friidrott, 4 x 400 meter stafett.

### Silver
- Philip Waruinge - Boxning, fjädervikt.
- Kipchoge Keino - Friidrott, 1 500 meter.
- Ben Jipcho - Friidrott, 3 000 meter hinder.

### Brons
- Julius Sang - Friidrott, 400 meter.
- Mike Boit - Friidrott, 800 meter.
- Samuel Mbugua - Boxning, lättvikt.
- Dick Murunga - Boxning, weltervikt.